# Cissus woodrowii
Cissus woodrowii – gatunek rośliny z rodziny winoroślowatych (Vitaceae). Występuje w Indiach, gdzie jest gatunkiem endemicznym, charakterystycznym dla obszaru Ghatów Zachodnich i przyległej do nich zachodniej części Dekanu (stan Maharasztra). 

## Morfologia
PokrójRoślina o budowie niedużego krzewu, dorastającego do 1,5–2 m wysokości
ŁodygaWzniesione, silnie drewniejące pędy o szarej, spękanej korze. W odróżnieniu od większości gatunków z rodzaju cissus, ten nie wytwarza wąsów czepnych.
LiścieNiewyraźnie 3- lub 5-klapowane, o ząbkowanej krawędzi blaszki liściowej. Przypominają kształtem liście europejskiej winorośli właściwej.
KwiatyNiepozorne, zebrane w baldachokształtne kwiatostany. Kielich i silnie wygięte do dołu płatki korony barwy zielonej lub zielono-białej. Przyciągają liczne owady, kwitnie w czerwcu i lipcu.
OwoceNiewielkie, kuliste lub lekko jajowate jagody. Dojrzewają w lipcu i sierpniu.